# Il cammino del principe
Il cammino del principe (The Prince's Progress) è un lungo poema narrativo scritto nel 1866 dalla poetessa inglese Christina Rossetti.

## Pubblicazione e genesi dell'opera
Questo poema, che consta di 534 versi, introduce la seconda raccolta in versi di Christina Rossetti.
Pubblicato nel 1866 con la raccolta The Prince's progress and other poems (per i tipi di MacMillan), il poema è in realtà anticipato dalla poesia The Alchemist, pubblicata nel 1863 sulla rivista MacMillan e che costituisce la parte centrale del poema stesso (v.481-540).
Sembra che l'idea per il poemetto sia provenuta dalla lettura di The Staff and Scrip, opera del fratello della poetessa, Dante Gabriel Rossetti, in cui una regina medievale attende il suo amante. La collaborazione con Dante Gabriel Rossetti alla scrittura de Il cammino del principe è d'indubbia importanza: i due discussero a lungo e proficuamente circa diverse parti del poema e di particolare interesse sono le illustrazioni che Dante Gabriel creò per l'opera della sorella.

## Trama
La struttura narrativa del poema è tutto sommato semplice e ricalca il modello tradizionale; la stessa autrice rivela al fratello di aver diviso il poema nelle seguenti canoniche fasi:
1. preludio e presentazione della scena
2. la pastorella
3. la prova della noia
4. elemento sociale
5. ancora più noia
6. la svolta e conclusione

Una principessa giovane, dolce e malata è stata promessa in sposa a un principe altrettanto giovane. Il loro amore attende il giusto coronamento nel vincolo nuziale ma è ostacolato dalla malattia della principessa e dalla distanza: il principe dovrà infatti affrontare un lungo viaggio per raggiungere la sua adorata e salvarla. Il viaggio si prospetta lungo e difficile, ma ciò non intimorisce il giovane che si appresta al cammino pieno di vigore e convinzioni. Quanto segue però non rispecchia la trama della più romantica e tradizionale delle fiabe, il giovane infatti perde tempo prezioso con una pastorella incontrata lungo il suo cammino, incappa in un vecchio stregone a cui strappa l'ampolla della vita. In seguito si trova ad affrontare una distesa arida e desertica, quasi annega guadando un fiume e infine riesce a riprendere la via verso il castello della sua amata. Il principe supera prove e ostacoli ma ogni volta indugia, perde tempo nell'ozio e nell'indecisione e quando raggiunge finalmente il castello della principessa, la trova ormai senza vita.

## Temi principali
Rispetto a Il mercato dei folletti (Goblin Market) questo poemetto tratta questioni più filosofiche che ruotano intorno al tradimento in amore che qui è rappresentato come un risultato inevitabile del destino e della mutevolezza insita nella natura umana. Sono molteplici i temi trattati e i significati nascosti:  la morte, l'idealizzazione dell'amore, la forza del cambiamento, il destino, la ricerca e la parodia del principe azzurro, sono solo alcuni dei fili che portano avanti la narrazione. L'opera è complessa, densa e stratificata come lo era Il mercato dei folletti. Se però Il mercato dei folletti si chiude con un epilogo apparentemente ricco di gioia e speranza, ne Il cammino del principe il finale è diverso: la principessa è infatti senza vita quando il protagonista la raggiunge. La parodia delle favole della letteratura romantica tradizionale viene portata avanti dalla poetessa con una lucidità che non lascia spazio a sogni infantili e che grazie alla conoscenza si fa critica consapevole della tradizione. È proprio Christina a definire l'opera "the riverse of the Sleeping Beauty".
Secondo alcuni critici, come sottolinea Jan Marsh nella sua biografia di Christina Rossetti Christina Rossetti: a writer's life, nel principe potrebbe essere vista in parte un'immagine di Christina, tentata dai sensi e dalla passione dell'amore e messa alla prova dalla noia e dalla disperazione dell'anima. È anche plausibile che nel caratterizzare la figura del principe, la poetessa si sia ispirata al fratello Dante Gabriel il quale si esprimeva ora nelle forme dell'arte sacra e condividendo con la sorella un forte idealismo; ora abbracciando i piaceri della carne sia nell'arte che nella vita. Gli stessi John Ruskin e Hunt avevano sottolineato quanto le ultime opere di Dante Gabriel fossero carnali e ricche di pose e tentazioni.

## Edizioni italiane
- Il cammino del principe, trad. di Fabio Monticelli e Sara Elena Rossetti, Galassia Arte, 2013. ISBN 978-88-97695-87-5